# Seweryn Girault
Seweryn Girault, fr. Séverin Girault (ur. 14 stycznia 1728 w Rouen, zm. 2 września 1792 w Paryżu) – francuski franciszkanin, ofiara prześladowań katolików okresu francuskiej rewolucji, błogosławiony Kościoła katolickiego, męczennik.
Pochodził z wielodzietnej rodziny Georges'a Girault i Marie Madeleine Hautemer. Do 7 sierpnia 1749 roku, zanim wstąpił do zgromadzenia tercjarzy franciszkańskich w rodzinnym mieście nosił imię Jerzy (Georges). W zgromadzeniu pełnił różne funkcje, w Paryżu będąc sekretarzem generalnym. W 1790 roku podjął decyzję o podjęciu życia zakonnego. Odmówił złożenia przysięgi na cywilną konstytucję kleru po czym został aresztowany.
Był pierwszą z ofiar tak zwanych masakr wrześniowych, w których zginęło 300 duchownych, ofiar nienawiści do wiary (łac) odium fidei, zamordowany w ogrodzie klasztoru karmelitów w czasie odmawiania brewiarza.
Relikwie Seweryna Giraulta od ekshumacji zbiorowej mogiły, która odbyła się w 1867 roku spoczywają prawdopodobnie w krypcie kościoła karmelitów. Zachowało się kilka rękopisów opatrzonych jego pieczęcią.
Dzienna rocznica śmierci jest dniem kiedy wspominany jest w Kościele katolickim.
Seweryn Girault znalazł się w grupie 191 męczenników z Paryża beatyfikowanych przez papieża Piusa XI 17 października 1926.